# Kajrat Nurdäuletow
Kajrat Żumabekuły Nurdäuletow (kaz. Қайрат Жұмабекұлы Нұрдәулетов, ur. 6 listopada 1982 w Ałmaty) – kazachski piłkarz grający na pozycji środkowego obrońcy lub defensywnego pomocnika. Od 2015 jest zawodnikiem klubu Kajsar Kyzyłorda.

## Kariera klubowa
Swoją karierę piłkarską Nurdäuletow rozpoczął w klubie CSKA-Kajrat Ałmaty. W 1999 roku awansował do pierwszego zespołu i w sezonie 1999 zadebiutował w jego barwach w Priemjer-Lidze. W 2001 roku odszedł do klubu Jesil-Bogatyr Petropawł i spędził w nim rok. W 2002 roku został zawodnikiem Irtyszu Pawłodar. W sezonach 2002 i 2003 wywalczył z Irtyszem dwa mistrzostwa Kazachstanu, a w 2004 roku został wicemistrzem tego kraju. W latach 2005–2006 grał w Kajracie Ałmaty, a w latach 2007-2009 występował w Tobyle Kostanaj, z którym zdobył Puchar Kazachstanu w 2007 roku oraz wywalczył dwa wicemistrzostwa kraju w latach 2007 i 2008.
W 2010 roku Nurdäuletow wrócił do Kajratu Ałmaty, a pół roku później przeszedł do Lokomotiwu Astana, w którym zadebiutował 17 czerwca 2010 w wygranym 4:0 domowym meczu z Szachtiorem Karaganda. W listopadzie 2010 wystąpił w wygranym 1:0 finale Pucharu Kazachstanu z Szachtiorem. W 2012 roku również zdobył puchar z klubem z Astany (w wygranym 2:0 finale z Irtyszem Pawłodar zdobył gola). W sezonie 2013 wywalczył wicemistrzostwo, a w sezonie 2014 mistrzostwo Kazachstanu.
W 2015 roku Nurdäuletow został zawodnikiem Kajsaru Kyzyłorda. Swój debiut w Kajsarze zaliczył 7 marca 2015 w zremisowanym 0:0 domowym spotkaniu z Żetysu Tałdykorgan.
| Sezon | Klub                    | Kraj       | Rozgrywki     | Mecze | Gole |
| ----- | ----------------------- | ---------- | ------------- | ----- | ---- |
| 1999  | CSKA-Kajrat Ałmaty      | Kazachstan | Priemjer-Liga | 13    | 0    |
| 2000  | CSKA-Kajrat Ałmaty      | Kazachstan | Priemjer-Liga | 7     | 0    |
| 2001  | Jesil-Bogatyr Petropawł | Kazachstan | Priemjer-Liga | 25    | 4    |
| 2002  | Irtysz Pawłodar         | Kazachstan | Priemjer-Liga | 26    | 2    |
| 2003  | Irtysz Pawłodar         | Kazachstan | Priemjer-Liga | 29    | 3    |
| 2004  | Irtysz Pawłodar         | Kazachstan | Priemjer-Liga | 31    | 1    |
| 2005  | Kajrat Ałmaty           | Kazachstan | Priemjer-Liga | 21    | 1    |
| 2006  | Kajrat Ałmaty           | Kazachstan | Priemjer-Liga | 23    | 1    |
| 2007  | Tobył Kostanaj          | Kazachstan | Priemjer-Liga | 30    | 1    |
| 2008  | Tobył Kostanaj          | Kazachstan | Priemjer-Liga | 19    | 0    |
| 2009  | Tobył Kostanaj          | Kazachstan | Priemjer-Liga | 15    | 1    |
| 2010  | Kajrat Ałmaty           | Kazachstan | Priemjer-Liga | 10    | 1    |
| 2010  | Lokomotiw Astana        | Kazachstan | Priemjer-Liga | 17    | 1    |
| 2011  | FK Astana               | Kazachstan | Priemjer-Liga | 31    | 1    |
| 2012  | FK Astana               | Kazachstan | Priemjer-Liga | 18    | 1    |
| 2013  | FK Astana               | Kazachstan | Priemjer-Liga | 24    | 4    |
| 2014  | FK Astana               | Kazachstan | Priemjer-Liga | 20    | 0    |
| 2015  | Kajsar Kyzyłorda        | Kazachstan | Priemjer-Liga |       |      |

## Kariera reprezentacyjna
W reprezentacji Kazachstanu Nurdäuletow zadebiutował 6 czerwca 2003 roku w przegranym 0:3 towarzyskim meczu z Polską, rozegranym w Poznaniu. Od 2011 do 2013 roku pełnił funkcję kapitana narodowej reprezentacji.